# Trimerotropis saxatilis
Trimerotropis saxatilis är en insektsart som beskrevs av Mcneill 1901. Trimerotropis saxatilis ingår i släktet Trimerotropis och familjen gräshoppor. Inga underarter finns listade i Catalogue of Life.